# Martin-pêcheur huppé
Corythornis cristatus
Espèce
Statut de conservation UICN

 LC  : Préoccupation mineure
Le Martin-pêcheur huppé (Corythornis cristatus) est une espèce d'oiseaux de la famille des Alcedinidae, habitant l'Afrique sub-saharienne.

## Description

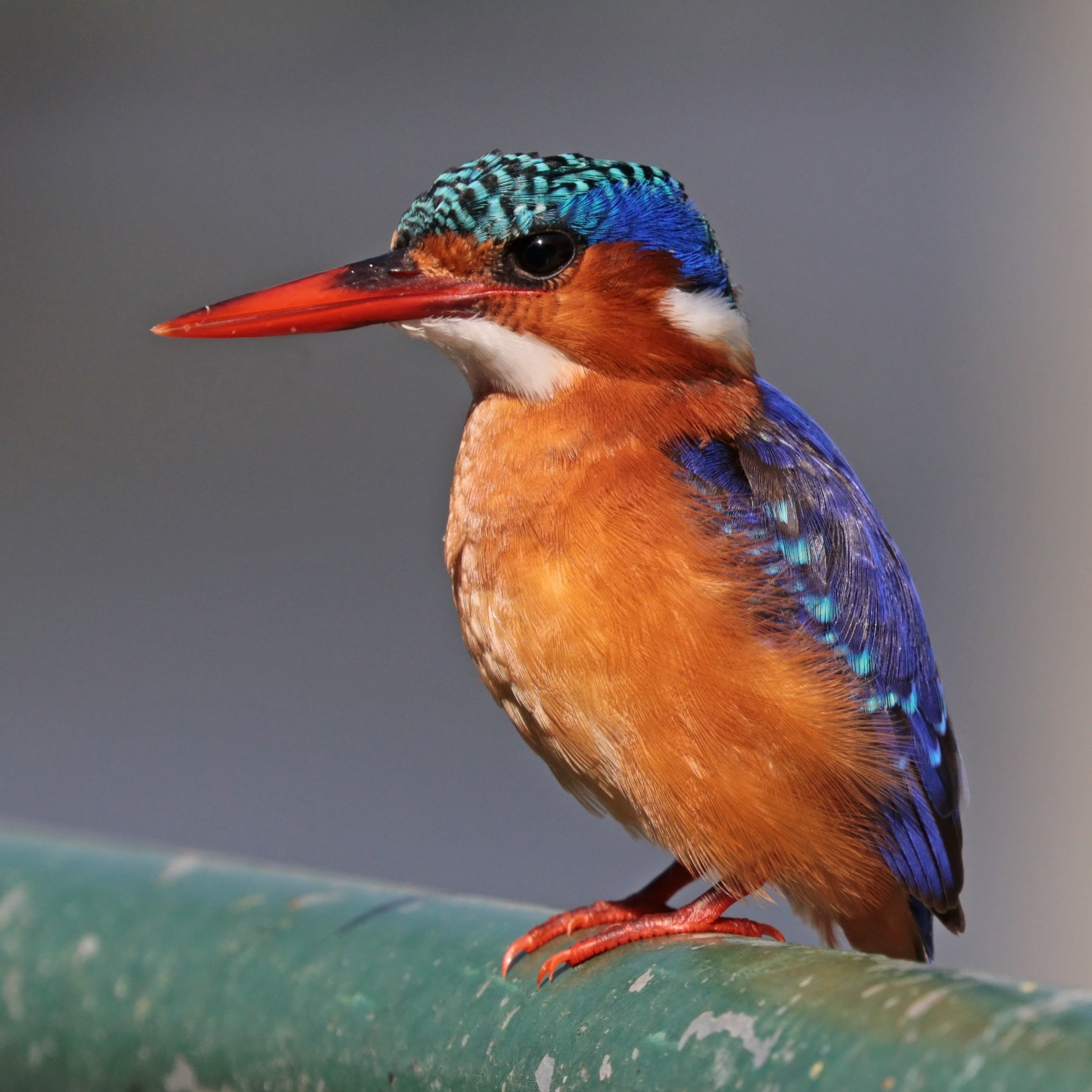
Martin-pêcheur huppé au lac Awasa (Éthiopie).
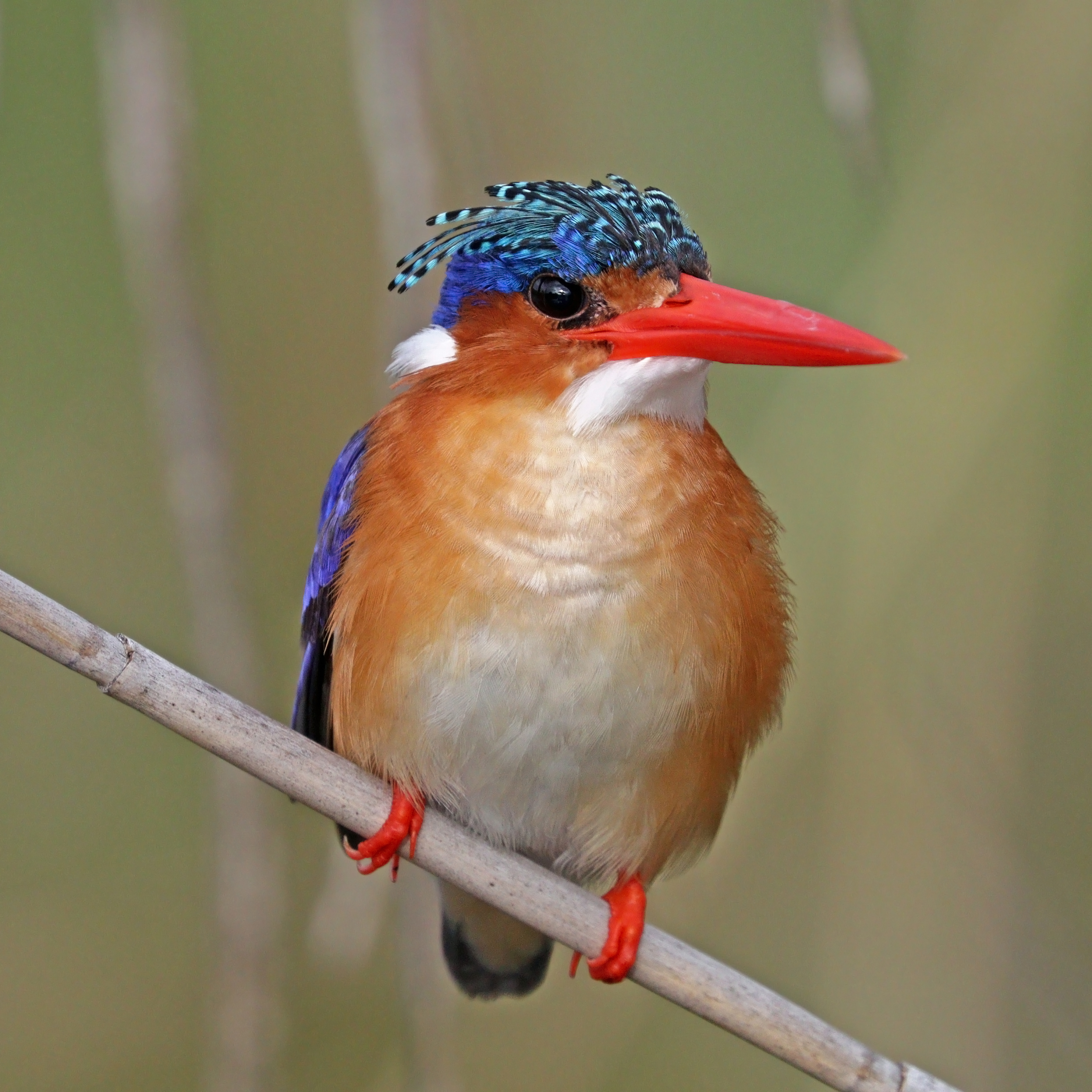
Martin-pêcheur huppé en Namibie.
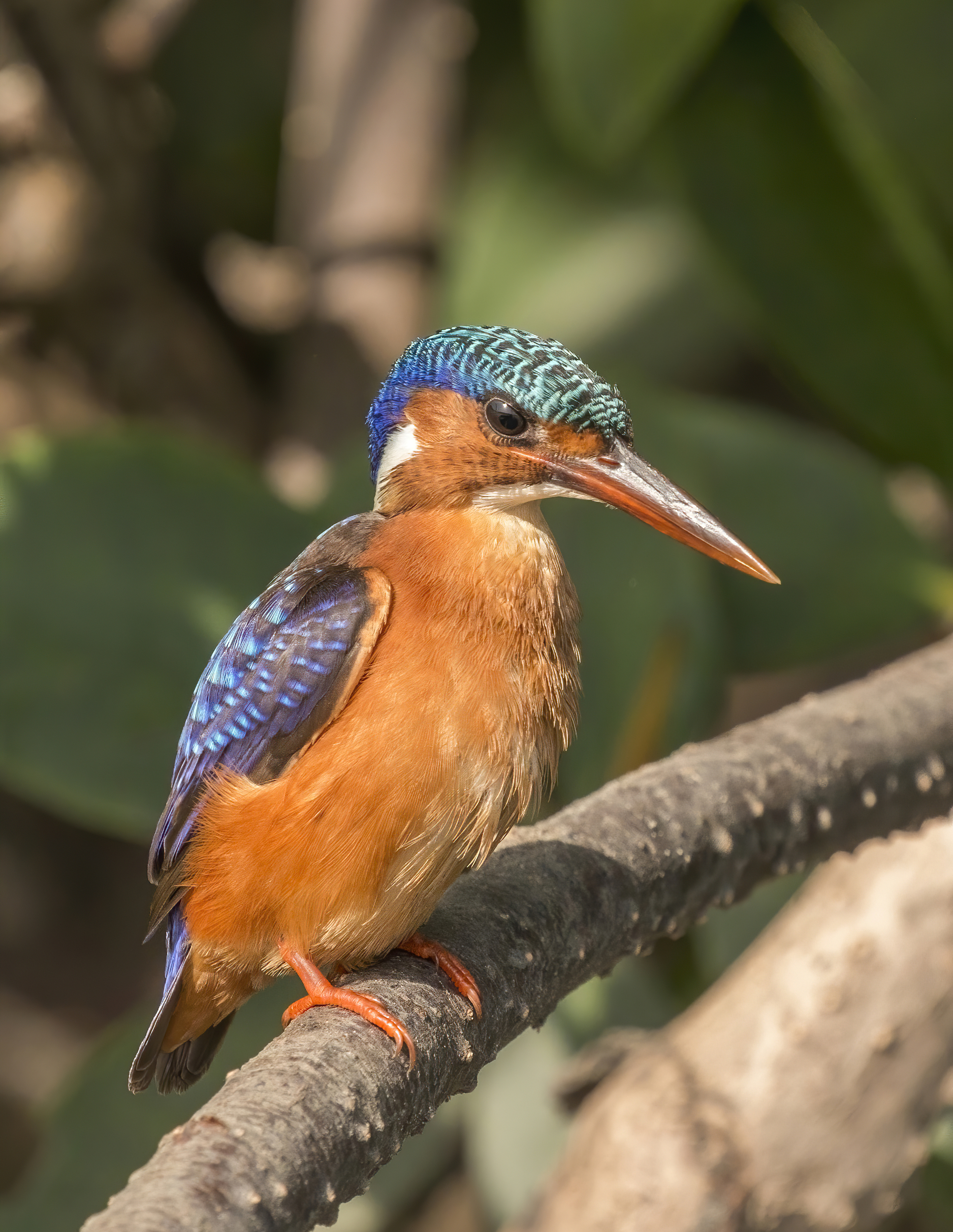
Martin-pêcheur huppé en Gambie.

## Systématique
Cette espèce a longtemps été placée dans le genre Alcedo. Elle a été déplacée dans le nouveau genre Corythornis à la suite des travaux phylogéniques de Moyle et al. en 2007.
D'après la classification de référence (version 13.1, 2023) du Congrès ornithologique international, cette espèce est constituée des sous-espèces suivantes (ordre phylogénique) :
- C. c. galeritus (Müller, 1776) : Vit du Sénégal au Ghana.
- C. c. nais (Kaup, 1848) : Vit à Principe.
- C. c. thomensis Salvadori, 1902 : Vit à São Tomé.
- C. c. cristatus (Pallas, 1764) : la sous-espèce nominale. Vit de l'est du Nigeria à l'ouest du Soudan, de l'Ouganda et du Kenya et jusqu'au sud de l'Angola, le nord de la Namibie, du Botswana, du Zimbabwe et de l'Afrique du Sud.
- C. c. stuartkeithi Dickerman, 1989 : Vit dans l'est du Soudan, en Éthiopie et en Somalie.

nais et thomensis formaient auparavant des espèces distinctes nommées respectivement Martin-pêcheur de Principé et Martin-pêcheur de Sao Tomé mais les analyses phylogéniques de Melo et Fuchs (2008) ne soutiennent pas ce statut, et elles sont donc réintégrées dans cette espèce par le Congrès ornithologique international (classification version 3.3, 2013). Elles sont également reconnues comme sous-espèces par Clements mais pas par HBW, qui les reconnait toujours comme espèces séparées.